# Patric Cabral Lalau
Patric Cabral Lalau, ou simplesmente Patric (Criciúma, 25 de março de 1989), é um futebolista brasileiro que atua como lateral-direito e meia-direita. Joga no ABC emprestado pelo Itabirito.

## Carreira
Iniciou a sua carreira no Criciúma, sendo mais tarde cedido ao São Caetano, em 2009 participou no Campeonato Sul-Americano de Futebol Sub-20 e foi convocado pela Seleção Brasileira para a Disputa do Campeonato Mundial de Futebol Sub-20 de 2009.
Em abril de 2009, foi anunciado como reforço do Sport Lisboa e Benfica para a temporada 2009/2010.
Em 31 de agosto de 2009, foi anunciado como reforço do Cruzeiro, por empréstimo, sem custos ao clube brasileiro. No início de 2010, o Avaí contratou, também por empréstimo, o jogador por um ano.
Num jogo válido pelo Campeonato Brasileiro de 2010 no dia 14 de outubro de 2010, em que o Avaí venceu o Internacional por 3–2 no Estádio Beira-Rio, Patric, que marcou o primeiro gol do jogo, alcançou a marca do gol mais rápido da competição naquele ano. O tento foi anotado aos 15 segundos de jogo.
No dia 15 de dezembro de 2010, foi anunciado como novo reforço do Atlético Mineiro. O clube adquiriu 50% do passe do jogador por 1 milhão de euros ao Benfica, assinando um contrato de quatro anos.
Entretanto, no dia 17 de agosto de 2011, em partida contra o Corinthians válida pelo Campeonato Brasileiro o jogador se envolveu numa polêmica com o treinador Cuca, quando não recebeu bem a substituição. Cuca o afastou da equipe principal e o jogador ficou treinando separado do grupo.
Quase um mês após o episódio que tirou Patric do Atlético, é anunciada a sua contratação, por parte da Ponte Preta para a sequência do Campeonato Brasileiro da Série B. Com o time de Campinas, Patric conquistou o acesso à Série A de 2012.
Em fevereiro de 2012, é anunciado o retorno de Patric ao Avaí, clube pelo qual melhor se destacou nas últimas temporadas. Sua reestreia pelo time foi no dia 22 de fevereiro, Patric atuou de titular no jogo contra o Joinville na Arena.
Foi anunciado como novo reforço do Náutico no dia 24 de julho de 2012.
No dia 10 de setembro de 2014, fez um Hat-trick na Arena Pernambuco dando a vitória ao Sport por 3–1 em cima do Santos.
Após se destacar no Sport na temporada 2014, a pedido do técnico do Atlético Mineiro, Levir Culpi, Patric foi chamado de volta do empréstimo que tinha duração até metade de 2015.
Tentando ampliar o vínculo do jogador com o clube por mais de seis meses, a diretoria do Galo decidiu condicionar a utilização do jogador no time titular a sua renovação contratual, ao surgirem rumores de que ele havia assinado pré contrato com a equipe Osmanlispor, da Turquia. Com a confirmação da assinatura do pré-contrato com a equipe turca, o jogador ficará apenas treinando com o grupo até o fim de seu contrato, em 31 de dezembro de 2015.
Porém, após quase dois meses afastado da equipe, Patric voltou a ser relacionado para uma partida, depois de acertar com a diretoria alvinegra que anularia o pré-contrato assinado com os turcos e renovaria com o Galo.
Ao final da temporada, o presidente do Atlético, Daniel Nepomuceno, anunciou a renovação contratual com o lateral, por mais quatro temporadas.
Em 16 de fevereiro de 2017, Patric foi emprestado ao Vitória e foi o titular da equipe na temporada, disputando 49 jogos e marcando dois gols.
Retornou ao Atlético para a temporada 2018 e, com a saída de Marcos Rocha do clube, assumiu a titularidade da lateral-direita. Em 1.º de maio de 2018, após receber uma proposta do São Paulo, Patric renovou seu contrato com o Atlético por mais um ano e meio.
Em 3 de abril de 2020, Patric acertou de forma definitiva com o Sport, retornando ao clube cinco anos após encerrar a sua primeira passagem.

## Títulos
Avaí
- Campeonato Catarinense: 2010 e 2012

Coritiba
- Campeonato Paranaense: 2013

Sport
- Copa do Nordeste: 2014
- Campeonato Pernambucano: 2014

Atlético Mineiro
- Campeonato Mineiro: 2015, 2020
- Florida Cup: 2016

Vitória
- Campeonato Baiano: 2017

Athletic Club
- Recopa Mineira: 2023

Itabirito
- Campeonato Mineiro de Futebol de 2023 - Módulo II

Amazonas
- Campeonato Brasileiro - Série C: 2023

Seleção Brasileira
- Copa Sendai: 2008
- Campeonato Sul-Americano Sub-20: 2009